# En handelsresandes död (1951)
En handelsresandes död (originaltitel: Death of a Salesman) är en amerikansk dramafilm från 1951 i regi av László Benedek. Manuset är baserat på pjäsen med samma titel från 1949 av Arthur Miller. Den vann bland annat fyra Golden Globe Awards och nominerades till sex Oscars.

## Rollista
- Fredric March – Willy Loman
- Mildred Dunnock – Linda Loman
- Kevin McCarthy – Biff Loman
- Cameron Mitchell – Happy Loman
- Howard Smith – Charley
- Royal Beal – Ben
- Don Keefer – Bernard
- Jesse White – Stanley
- Claire Carleton – Miss Francis
- David Alpert – Howard Wagner